# Joana Jiménez
Joana Betzabe Jiménez García, född 19 augusti 1993 i Ecatepec de Morelos, är en mexikansk konstsimmare. 
Jiménez har deltagit vid panamerikanska spelen fyra gånger (2011, 2015, 2019 och 2023) och är en tvåfaldig guldmedaljör samt trefaldig silvermedaljör. Hon har deltagit vid centralamerikanska och karibiska spelen tre gånger (2014, 2018 och 2023) och är en tiofaldig guldmedaljör samt tvåfaldig silvermedaljör. Jiménez har även deltagit vid världsmästerskapen nio gånger (2011, 2013, 2015, 2017, 2019, 2022, 2023, 2024 och 2025).

## Karriär
Vid centralamerikanska och karibiska spelen 2014 i Veracruz tog Jiménez totalt tre guldmedaljer. Vid panamerikanska spelen 2015 i Toronto var hon en del av Mexikos lag som tog silver i lagtävlingen.
Vid centralamerikanska och karibiska spelen 2018 i Barranquilla tog Jiménez totalt fyra guldmedaljer. Vid panamerikanska spelen 2019 i Lima tog hon silver tillsammans med Nuria Diosdado i partävlingen samt var en del av Mexikos lag som tog silver i lagtävlingen. Vid olympiska sommarspelen 2020 i Tokyo, som arrangerades 2021, slutade Jiménez och Diosdado på 12:e plats i partävlingen.
Vid panamerikanska spelen 2023 i Santiago tog Jiménez guld tillsammans med Nuria Diosdado i partävlingen samt var en del av Mexikos lag som tog guld i lagtävlingen. Vid centralamerikanska och karibiska spelen 2023 i San Salvador tog hon tre guld och två silver. Vid olympiska sommarspelen 2024 i Paris slutade Jiménez på 12:e plats tillsammans med Nuria Diosdado i partävlingen samt var en del av Mexikos lag som slutade på sjunde plats i lagtävlingen.